# Peter Kenilorea
Peter Kenilorea, född 23 maj 1943 i byn Takata på ön Malaita i Salomonöarna, död 24 februari 2016 i Honiara i Salomonöarna, var det självständiga Salomonöarnas förste premiärminister 1978–1981. Han innehade även samma post 1984–1986. 
Från början jobbade Kenilorea som lärare, och påbörjade sin politiska karriär 1973, då han kandiderade för huvudorten Honiara. Den 14 juli 1976 blev han chefsminister, och vid Salomonöarnas självständighet den 7 juli 1978 utsågs han till premiärminister, en post han uppbar även 19 november 1984 – 1 december 1986. Han adlades 1982 och från december 2001 var han parlamentets talman.